# Rubén Sosa (Fußballspieler)
Rubén Sosa, vollständiger Name Rubén Sosa Ardáiz, (* 25. April 1966 in Montevideo) ist ein ehemaliger uruguayischer Fußballspieler.

## Karriere

### Verein
Sosa startete seine Profikarriere als 15-Jähriger bei Danubio FC. Damit war er einer der jüngsten Spieler, die je in der Primera División Uruguaya spielten. 1985 wechselte er nach Europa. Mit Real Saragossa gelang ihm 1986 der Sieg in der Copa del Rey, als er das entscheidende Tor zum Sieg gegen den FC Barcelona erzielte.
Anschließend wechselte Sosa in die Serie A zu Lazio Rom. Nach vier Jahren wurde er an Inter Mailand verkauft. Dort war er 1993 und 1994 bester Torschütze des Vereins und mit dem Verein gelang der Sieg im UEFA-Pokal 1993/94. Im August 1995 wechselte Sosa in die deutsche Bundesliga zu Borussia Dortmund. Mit seinem neuen Verein gewann er in seiner einzigen Bundesligasaison 1995/96 die deutsche Meisterschaft, in welcher er in lediglich 17 Meisterschaftsspielen nur drei Tore erzielen konnte. Als er Dortmund im Sommer 1996 verließ, ging er zur Saison 1996/97 für ein Jahr nach Spanien zu CD Logroñés.
Nach nur wenigen glücklos verlaufenen Monaten führte ihn sein Weg zurück nach Uruguay zu seiner Lieblingsmannschaft Nacional Montevideo, mit der er drei Mal Landesmeister wurde. 1998 war er am Saisonende gemeinsam mit Martín Rodríguez (River Plate) nach jeweils 13 erzielten Saisontreffern bester Torschütze der Saison. 2002 ging er für ein halbes Jahr nach China zu Shanghai Shenhua und kehrte anschließend in sein Heimatland zu Nacional zurück.

### Nationalmannschaft
Sosa nahm mit der uruguayischen U-20-Auswahl an der U-20-Südamerikameisterschaft 1983 teil und wurde Vize-Südamerikameister. Im Verlaufe des Turniers wurde er von Trainer José Etchegoyen siebenmal (ein Tor) eingesetzt. Im selben Jahr erreichte er mit der Celeste das Viertelfinale bei der Junioren-Fußballweltmeisterschaft 1983. Auch bei der U-20-Südamerikameisterschaft 1985 gehörte er zum Aufgebot. Das uruguayische Team belegte dort den vierten Rang. Trainer Aníbal Gutiérrez Ponce stellte ihn in Paraguay siebenmal auf. Sosa erzielte drei Tore.
Sosa spielte zwischen dem 13. Juni 1984 und dem 16. Juli 1995 46 Mal für die A-Nationalmannschaft Uruguays. Dabei erzielte er 15 Treffer. Dabei gehörte er zu den siegreichen uruguayischen Aufgeboten bei der Copa América 1987 und 1995. Außerdem nahm er mit der Celeste an der Copa América 1989, Copa América 1993 und der in Italien ausgerichteten Fußball-Weltmeisterschaft 1990 teil.

## Erfolge
- UEFA-Pokal-Sieger: 1994 (Inter Mailand)
- Uruguayischer Meister: 1998, 2000, 2001 (Nacional Montevideo)
- Deutscher Meister: 1996 (Borussia Dortmund)
- Spanischer Pokalsieger: 1986 (Real Saragossa)
- Copa-América-Sieger: 1987, 1995
- U-20-Vize-Südamerikameister: 1983

## Nach der Karriere
Aktuell (Stand 7. Januar 2012) ist Sosa bei Nacional im Mitarbeiterstab der sportlichen Führung eingebunden. Im Dezember 2015 erschien bei Editorial Planeta eine Autobiographie Sosas mit dem Titel „Ruben Sosa, el Principito. Una vida consagrada al fútbol con alegría“.